# تشارلي هيرد
تشارلي هيرد (بالإنجليزية: Charlie Heard)‏ هو لاعب كرة قاعدة أمريكي، ولد في 30 يناير 1872 في فيلادلفيا في الولايات المتحدة، وتوفي بنفس المكان في 20 فبراير 1945.

## وصلات خارجية
- تشارلي هيرد على موقعبيزبول رفرنس.كوم (الدوري الرئيسي) (الإنجليزية)
- تشارلي هيرد على موقعبيزبول رفرنس.كوم (الدوري الثانوي) (الإنجليزية)